# Apple File System
Apple File System (APFS) è un file system sviluppato da Apple. Annunciato alla Worldwide Developers Conference 2016, è stato introdotto a partire da macOS Sierra come alternativa a HFS Plus. A partire da iOS 10.3 APFS sostituisce HFS+ nei dispositivi Apple. Da macOS High Sierra è stata inclusa in Utility Disco la possibilità di convertire volumi HFS+ in APFS, anche di avvio.
Ottimizzato per le memorie flash e a stato solido, implementa un meccanismo di copy-on-write. Oltre ad un sistema di cifratura nativo, presenta alcune caratteristiche già presenti in file system come ZFS.
Poiché è possibile condividere volumi APFS tramite protocollo SMB e NFS, Apple ha deprecato AFP. Utilizzato a partire da iOS 10.3, una versione beta del file system è inoltre inclusa in macOS 10.12.4. Non sono disponibili implementazioni open source di APFS e inizialmente il file system non era compatibile con Time Machine e FileVault.
Una critica mossa ad Apple File System è il mancato supporto alla normalizzazione Unicode nei nomi dei file, prevista in HFS+, che rende necessario l'uso di API ad alto livello e aumenta il rischio di introdurre bug nell'uso di chiamate di sistema POSIX in presenza di caratteri non ASCII. Poiché APFS non è supportato dalle versioni precedenti di High Sierra, sono stati sviluppati driver di terze parti per Yosemite e successivi. L'accesso in lettura dei dischi formattati con Apple File System è possibile anche sui sistemi operativi Windows e Linux.